# Hraniční smrk
Hraniční smrk je památný strom u obce Úterý severně od Bezdružic. Přibližně 200 let starý smrk ztepilý (Picea abies (L.) Karst.) roste v nadmořské výšce 500 m jihozápadně od Úterý v údolí levostranného přítoku Nezdického potoka. Strom dosahuje výšky 47 m, výška koruny je 44 m, šířka koruny 12 m, obvod kmene 363 cm (měřeno 2004). Jeho zdravotní stav je výborný. Smrk je chráněn od 18. června 2013 jako hraniční strom, historicky důležitý, významný svým stářím a vzrůstem.

## Památné stromy v okolí
- Lípa u kostela svatého Václava v Úterý